# Uropsilus fansipanensis
Uropsilus fansipanensis ist eine Säugetierart aus der Gattung der Spitzmausmaulwürfe innerhalb der Maulwürfe (Talpidae). Sie kommt am Fansipan im nördlichen Vietnam vor. Bisher wurden dort lediglich zwei Individuen dokumentiert. Es handelt sich um einen mittelgroßen Vertreter der Spitzmausmaulwürfe. Wie alle Angehörigen der Gruppe zeichnet er sich durch ein spitzmausartiges Äußeres mit langem Körper, einem sehr langen Schwanz und äußerlich sichtbaren Ohren sowie einer spitzen Schnauze aus. Markant ist das rötlichbraune Rückenfell, zudem lassen sich einzelne schädelanatomische Auffälligkeiten hervorheben. Die Tiere bewohnen höhere Berglagen mit Wald- und Wiesenbewuchs, über ihre Lebensweise liegen aber keine Informationen vor. Die Art wurde im Jahr 2023 wissenschaftlich eingeführt. Daten zum Bestand liegen nicht vor.

## Merkmale

### Habitus
Uropsilus fansipanensis ist ein mittelgroßer Vertreter der Spitzmausmaulwürfe. Seine Gesamtlänge variiert, gemessen an zwei Individuen, zwischen 13,5 und 14,0 cm Davon entfallen 7,4 beziehungsweise 7,8 cm auf die Kopf-Rumpf-Länge und 6,1 beziehungsweise 6,3 cm auf den Schwanz. Der Schwanz nimmt somit rund 80 % der Länge des restlichen Körpers ein. Das Gewicht beträgt rund 8 g. Äußerlich ähnelt die Art mit ihrem spitzmausartigem Erscheinungsbild den anderen Angehörigen der Gattung. Das Rückenfell weist eine rötlichbraune Färbung auf, zur Unterseite geht das Fellkleid in einen dunkelgrauen Farbton über. Den Schwanz bedecken Schuppenringe, die von der Basis zur Spitze hin dunkler werden. Zwischen den Schuppen sprießen borstige Haare. Sie sind an der Schwanzspitze länger als an der Basis. Insgesamt zeigt sich der Schwanz dunkelgrau gezeichnet. Die Schnauze ist lang ausgezogen, die Nasenlöcher öffnen zu den Seiten hin. Die Oberseite der Schnauze ist dunkelgrau, das Kinn gelblich gefärbt. Typisch für die Spitzmausmaulwürfe ragen die Ohrmuscheln hervor. Ihre Länge beträgt rund 0,8 cm, sie sind spärlich mit Haaren bedeckt. Die Augen bleiben dagegen unter dem Fell verborgen. Die Beine sind mit dunkelgrauen bis schwärzlichen Schuppen bedeckt. Hände und Füße tragen jeweils Krallen. Die Vorderfüße sind breit, die Hinterfüße langschmal. Ihre Länge liegt bei 0,8 beziehungsweise bei 1,3 cm. Die vorderen Krallen werden jeweils nur 1 mm lang, die hinteren bis zu 1,7 mm.

### Schädel- und Gebissmerkmale
Der Schädel weist eine Länge von 20,4 bis 20,7 mm auf, am Hirnschädel ist er rund 11 mm breit, mit rund 10,5 bis 10,7 mm am Jochbogen hingegen etwas schmaler. Die Höhe am Hirnschädel beläuft sich auf 6,9 mm. Insgesamt wirkt der Schädel birnenförmig mit einem gerundeten hinteren Abschnitt und einem kurzen Rostrum. Letzteres setzt breiter an als etwa beim Yunnan-Spitzmausmaulwurf (Uropsilus investigator). Auf dem Schädeldach verlaufen Temporalleisten, die eine X-förmige Struktur formen. Die Orbita befindet sich etwa in der Mitte des Schädels. Das Foramen lacrimale ist gut entwickelt und größer als das Foramen infraorbitale. Der zwischen beiden Öffnungen verlaufende Processus orbitalis ist zur Schäderlrückseite hin aufwärts gerichtet, was einen deutlichen Unterschied zu allen anderen Spitzmausmaulwürfen darstellt. An der Schädelunterseite zeigt sich der Gaumen breit und hinten stumpf endend. Die Paukenblasen sind unvollständig entwickelt. Der Unterkiefer misst 13,5 bis 13,8 mm in der Länge. Der Kronenfortsatz besitzt eine scharfe rückwärtige Kante.
Das Gebiss setzt sich aus 38 Zähnen zusammen. Die Zahnformel lautet hierfür: {\displaystyle {\frac {2.1.4.3}{1.1.4.3}}} Sie entspricht somit der des Schwarzrücken-Spitzmausmaulwurfs (Uropsilus atronates), des Chinesischen Spitzmausmaulwurfs (Uropsilus gracilis) oder des Yunnan-Spitzmausmaulwurfs. Vom Anderson-Spitzmausmaulwurf (Uropsilus andersoni) mit gleicher Zahnanzahl unterscheidet sich Uropsilus fansipanensis durch das Fehlen eines unteren Schneidezahns und dem Vorkommen eines weiteren unteren Prämolaren. Der Gleichzahn-Spitzmausmaulwurf (Uropsilus aequodonenia) und der Sichuan-Spitzmausmaulwurf (Uropsilus soricipes) verfügen über insgesamt weniger Zähne. Im oberen Gebiss übertrifft der erste Schneidezahn den zweiten, während der Eckzahn größer ist als der erste Prämolar. Der dritte Prämolar repräsentiert den kleinsten Zahn der oberen Zahnreihe. Der vordere obere Molar ist wiederum größer als der zweite. Der unteren Zahnreihe fehlt der vordere Schneidezahn. Hier überragt der Eckzahn den ersten Prämolaren, der wiederum gleich groß zum dritten ist. Die obere Zahnreihenlänge beträgt 9 mm, die des Unterkiefers 8,3 mm.

## Verbreitung und Lebensraum

Verbreitungsgebiet von Uropsilus fansipanensis

Uropsilus fansipanensis ist bisher nur von einer einzigen Lokalität im nördlichen Südostasien bekannt. Diese befindet sich am Fansipan, dem höchsten Berg des Hoàng-Liên-Sơn-Gebirges. Das Bergmassiv liegt innerhalb des Nationalparks Hoàng Liên in der nordvietnamesischen Provinz Lào Cai. Das Fundgebiet erhebt sich rund 2800 bis 2900 m über dem Meeresspiegel und besteht aus einem kleinen Bergwald, der von offenem Grasland mit Gebüschen auf einem dickem sowie feuchten Humusboden umgeben ist. In unmittelbarer Nähe wächst ein Bambuswald.

## Lebensweise
Über die Lebensweise von Uropsilus fansipanensis liegen wie zu fast allen Spitzmausmaulwürfen keine Informationen vor.

## Systematik
Uropsilus fansipanensis ist eine eigenständige Art innerhalb der Gattung der Spitzmausmaulwürfe (Uropsilus), welche gegenwärtig etwa ein Dutzend Vertreter einschließt. Laut genetischen Analysen besteht jedoch eine höhere Anzahl an kryptischen Arten. Die Gattung zählt zur Familie der Maulwürfe (Talpidae) und gehört innerhalb dieser einer eigenen Unterfamilie, die Uropsilinae, als deren momentan einziges Mitglied an. Die Uropsilinae wiederum gelten als relativ urtümliche Maulwürfe. Äußerlich kennzeichnen sich die Tiere durch ein spitzmausartiges Äußeres mit langem Schwanz und sichtbaren Ohren. Die seitlich gepressten Krallen sind nicht für Grabtätigkeit geeignet, so dass die Spitzmausmaulwürfe weitgehend oberirdisch leben. Ursprünglich war die Gruppe weit über Eurasien verbreitet, heute beschränkt sie sich auf kleine, zumeist gebirgige Refugien im östlichen und südöstlichen Asien. Insgesamt gelten Gattung und Unterfamilie als wenig erforscht, was sowohl die Lebensweise als auch die Artenvielfalt sowie die systematische Untergliederung betrifft. Für letzteres wurden in der forschungsgeschichtlichen Vergangenheit wenigstens drei unterschiedliche Gattungen ausgewiesen, ihre Unterscheidung fußte auf der Anzahl der Zähne (Uropsilus mit 34 sowie Nasillus und Rhynchonax mit je 38 Zähnen in unterschiedlicher Anordnung). Molekulargenetische Untersuchungen datieren die Trennung der Spitzmausmaulwürfe von den anderen Linien der Maulwürfe in das Mittlere Eozän vor rund 47 Millionen Jahren. Die Gattung selbst begann sich aber erst im Übergang vom Miozän zum Pliozän vor etwa 6,8 Millionen Jahren stärker aufzuspalten. Als nächster Verwandter von Uropsilus fansipanensis kommt der Schwarzrücken-Spitzmausmaulwurfs (Uropsilus atronates) in Betracht, die Schwesterart dieser gemeinsamen Klade stellt der Chinesische Spitzmausmaulwurf (Uropsilus gracilis) dar. Genetisch noch näher steht eine bisher nicht genauer untersuchte Form vom Wuliang Shan in der südchinesischen Provinz Yunnan, die provisorisch die Bezeichnung „Uropsilus jingdongensis“ erhalten hatte. Unklar ist hierbei, ob eventuell Konspezifität zu Uropsilus fansipanensis vorliegt.
Die wissenschaftliche Erstbeschreibung von Uropsilus fansipanensis erfolgte im Jahr 2023 durch ein Forscherteam um Hai Tuan Bui. Sie basiert auf zwei Individuen, die vom Fansipan im Nationalpark Hoàng Liên in der nordvietnamesischen Provinz Lào Cai stammen. Das Gebiet bildet somit die Typuslokalität der Art. Das Holotyp-Exemplar, ein ausgewachsenes männliches Tier, wurde Anfang Mai 2022 von Masaharu Motokawa nahe eines Campingplatzes in rund 2900 m Höhe über dem Meeresspiegel aufgesammelt. Das Artepitheton fansipanensis bezieht sich auf das Bergmassiv des Fansipan.

## Bedrohung und Schutz
Uropsilus fansipanensis wird derzeit nicht von der IUCN erfasst. Über die potentielle Gefährdungslage der Art liegen keine Informationen vor. Sie ist im Nationalpark Hoàng Liên präsent.